# The Rainbow Box
The Rainbow Box è un cortometraggio muto del 1917 diretto da Harry Beaumont e prodotto dalla Essanay di Chicago.

## Produzione
Il film fu prodotto dalla Essanay Film Manufacturing Company (come Black Cat).

## Distribuzione
Distribuito dalla General Film Company, il film - un cortometraggio di due bobine - uscì nelle sale cinematografiche USA nel giugno 1917.